# Flecha Valona 1974
La Flecha Valona 1974 se disputó el 11 de abril de 1974, y supuso la edición número 38 de la carrera. El ganador fue el belga Frans Verbeeck. Los también belgas Roger De Vlaeminck y Walter Godefroot fueron segundo y tercero respectivamente, aunque Godefroot fue descalificado por haber dado positivo en el control antidopaje.  

## Clasificación final
| Pos. | Ciclista            | Equipo                         | Tiempo   |
| ---- | ------------------- | ------------------------------ | -------- |
| 1    | Frans Verbeeck      | Watney-Maes                    | 5h55'00" |
| 2    | Roger De Vlaeminck  | Brooklyn                       | m.t.     |
|      | Walter Godefroot    | Flandria-Carpenter             |          |
| 4    | Eric Leman          | M.i.c.-De Gribaldy-Ludo        | m.t.     |
| 5    | Alain Santy         | Gan-Mercier-Hutchinson         | m.t.     |
| 6    | Freddy Maertens     | Carpenter-Confortluxe-Flandria | m.t.     |
| 7    | Herman Van Springel | M.i.c.-De Gribaldy-Ludo        | m.t.     |
| 8    | Walter Planckaert   | Watney-Maes                    | m.t.     |
| 9    | André Dierickx      | Merlin Plage-Shimano-Flandria  | m.t.     |
| 10   | Miguel Maria Lasa   | KAS-Kaskol                     | m.t.     |